# Hans Altenhuber
Hans Altenhuber (* 15. November 1924 in Purkersdorf; † 11. April 2022) war ein österreichischer Erwachsenenbildner.

## Leben
Hans Altenhuber kam als fünftes Kind von sieben Kindern zur Welt. Die Familie lebte in Purkersdorf in einer beengten Wohnung mit „Zimmer-Küche-Kabinett“, das Wasser wurde draußen bei einem Pumpenbrunnen geholt. Auch die Toilette war außerhalb der Wohnung und als Licht diensten Petroleumlampen. Sein Vater war Metalldreher, Werkmeister und Gewerkschaftsmitglied, Mitglied der SPÖ sowie des Schutzbundes. Altenhuber war in der Kindheit oft bei den Kinderfreunden. Anders die Mutter, welche es gerne gesehen hat, wenn ihre Kinder die Kirche besuchten. Hans Altenhuber war eine Zeit lang Ministrant. Die Wohnung in Purkersdorf lag am Wienerwald, der für Ausflüge genutzt wurde, mit den Roten Falken zum Zelten.
Als die Firma des Vaters schloss, fand dieser Arbeit als Sekretär bei der Gemeinde Purkersdorf, verdiente aber als Nichtmaturant zu wenig, sodass er mit weiteren Nebentätigkeiten sein Auskommen suchen musste. 1934 gab es bei den Februarkämpfen in Purkersdorf keine Aktivität des Schutzbundes, weshalb der Vater seinen Arbeitsplatz weiter halten konnte, sein Gehalt wurde aber nochmals gekürzt, die SPÖ und die Kinderfreunde wurden verboten.
Die Geschwister Altenhuber besuchten alle die Hauptschule und eine Fachschule, zwei wurden Ingenieure. Hans Altenhuber besuchte als einziges Kind der Familie das Gymnasium Fichtnergasse in Hietzing. Dies auf Empfehlung des Lehrers und des Pfarrers, mit Latein ab der 1. Klasse, und Griechisch ab der 3. Klasse, wo er unter Schülern von Ärzten, Rechtsanwälten und Kaufleuten quasi ein Homo novus war. Er konnte zumeist dem Schulgeld mit Ermäßigung oder Befreiung entkommen, weil die Eltern dafür kein Geld gehabt hätten. Im Ständestaat mussten die Gymnasiasten auch das vaterländische Abzeichen mit dem rot-weiß-rot auf Eichenlaub und der Aufschrift Seid einig tragen, worauf der Direktor streng geachtet hat. Und als Schüler aus Purkersdorf musste er auch regelmäßig eine Bestätigung beibringen, dass er am Sonntag in die Kirche war, während die in Wien wohnenden Schüler geschlossen am Sonntag ihren Kirchenbesuch absolvierten. Beim „Anschluss“ Österreichs an NS-Deutschland empfand er sich von der Begeisterung „mitgeschwemmt“ und konnte den Besuch des Gymnasiums fortsetzen und 1942 maturieren.
Unmittelbar nach der Matura wurde er, wie alle seine Brüder, zur Wehrmacht eingezogen. Altenhuber meldete sich bei der Musterung aus „sportlicher Gesinnung“ zu den Fallschirmjägern und wurde dorthin eingeteilt. Deren großen Einsätze, wie bei der Insel Kreta (1941), waren aber vorbei. Es war nun eine Art von Himmelfahrtkommando, weil man als Soldat als sogenannte Feuerwehr bei Lücken in der Front abgesetzt wurde. Sein erster Einsatz war in Tunesien.
Im Krieg wurde er dreimal verwundet, einmal sehr stark, überlebte knapp, konnte zurückkehren, und konnte Anfang 1946 ein Studium der Geschichte, Pädagogik und Philosophie an der Universität Wien beginnen und 1950 abschließen. Seine innere Umkehr geschah in seiner amerikanischer Kriegsgefangenschaft mit den amerikanischen Wochenschauen, wo die KZs gezeigt wurden. Das wurde zu seinem Motor, die Naziverbrechen zu studieren und aufzuzeigen, wobei ihm Wolfgang Speiser ein Vorbild war, und für Demokratisierung einzutreten. An der Universität in Wien hörte man damals zeitgeschichtlich wenig. Die Anfänge des Ersten Weltkrieges war das Neueste und wurde vom Schweizer Professor Jean Rudolf von Salis in Seminaren und Vorlesungen vorgetragen.
Nach dem Studium samt Promotion fand er als Gymnasiallehrer keine volle Stelle. Er war bereits verheiratet und hatte einen Sohn, also suchte er weiter, und erhielt beim Landesarbeitsamt Wien eine volle Stelle als Berufsberater für Maturanten und Studenten bis 1961. So konnte er alle Schulen mit Matura in Wien aufsuchen, und auch alle interessierten Schüler zu seinem Büro am Esteplatz zu einem Gespräch einladen.
Beim Arbeitsamt lernte er den Kollegen und Psychologen Werner Mann kennen, der als Vortragender an einer Volkshochschule tätig war, und auch Wolfgang Speiser gut gekannt hat. Altenhuber konnte dann mit Speiser als Pädagoge nebenberuflich in die Volksbildung einsteigen. Bekannt wurde dann 1961 eine zeitgeschichtliche Vortragsreihe an der Urania Wien, österreichweit die Erste zur Nazi-Herrschaft. Altenhuber konnte dabei Dokumente zeigen, welche bis dahin in Österreich noch nicht bekannt waren, weil er am Institut für Zeitgeschichte in München Seminare zur Zeitgeschichte besuchen konnte. Er konnte Tonbänder aus dem Reichstag vom 24. März 1933 vorführen, u. a. die Rede vom Sozialdemokratischen Führers Otto Wels gegen das Ermächtigungsgesetz. In dieser Reihe zeigte er auch den Film Nacht und Nebel von Alain Resnais aus dem Jahre 1955.
Altenhuber arbeitete dann im Sozialministerium zu einer Schule für Behinderte zum Thema Rehabilitation und für die ersten Durchführungserlässe für das Arbeitsmarktförderungsgesetz. 1971 ist Hans Kriegl, ein Mann der katholischen Erwachsenenbildung und früherer Direktor am Gymnasium Fichtnergasse verstorben, und Altenhuber konnte unter dem Minister Fred Sinowatz als Leiter der Abteilung Erwachsenenbildung im Unterrichtsministerium in diese Stelle nachrücken. Dort war er an der Bildung der Konferenz der Erwachsenenbildung Österreichs (KEBÖ) beteiligt, wo sich konkurrenzierenden Verbände auch zu einer Zusammenarbeit fanden. Die Initiative für den Zusammenschluss kam anfangs von Hans Fellinger von der Arbeiterkammer und wurde anfangs von katholischer Seite bekämpft. 1972 kam es aber zum Zusammenschluss, weil gemeinsame Projekte aus 1971 vom Bundesministerium gefördert wurden, und die dabei entstandene Zusammenarbeit positiv empfunden wurde.
Die KEBÖ schuf dann ein gemeinsames Ausbildungsinstitut zum Erwachsenenbildner mit Lehrgang und Zertifikat. Es entstand eine gemeinsame Werbekampagne über das Fernsehen und Rundfunk. In Folge entstand das Erwachsenenbildungsförderungsgesetz im Rahmen der Privatwirtschaftsverwaltung des Bundes.
Vom Unterrichtsministerium aus bearbeitete Hans Altenhuber mit Ludwig Soswinski von der Lagergemeinschaft Mauthausen die Errichtung einer Erinnerungs- und Gedenkstätte und die Anstellung des dafür notwendigen Personals für die Ausstellung und die Führungen. Es wurde dann über die politische Bildung über den Verband der Volkshochschulen eine Lösung gefunden.

## Auszeichnungen
- 1966 und 1993 Österreichischer Staatspreis für Erwachsenenbildung
- 1989 Preis der Stadt Wien für Volksbildung

## Publikationen
- Die Angestelltenberufe. Mit der Matura ins Berufsleben. Ketterl, Wien 1956.
- mit Aladar Pfniß: Bildung, Freiheit, Fortschritt. Gedanken österreichischer Volksbildner. Eine Auswahl. Verband Österreichischer Volkshochschulen, Wien 1965.
- Universitäre Volksbildung in Österreich. 1895 - 1937. Österreichischer Bundesverlag, Wien 1995, ISBN 3-215-11996-X.